# Henry More
 Der er for få eller ingen kildehenvisninger i denne artikel, hvilket er et problem. Du kan hjælpe ved at angive troværdige kilder til de påstande, som fremføres i artiklen.

Henry More (latiniseret Henricus Morus, født oktober 1614 i Grantham, Lincolnshire, død 1. september 1687 i Cambridge) var en engelsk filosof.
More levede hele sit voksne liv i Cambridge, hvor han tilhørte en kreds, der under indflydelse af studiet af den platoniske filosofi søgte at forene protestantisk teologi med idealistisk filosofi. More, hvis vigtigste filosofiske skrifter er Enchiridion metaphysicum og Enchiridion ethicum, var navnlig i sin ungdom, stærkt begejstret for renæssancens naturvidenskab og en stor beundrer af Descartes, med hvem han en tid stod i brevveksling med og hvis mekaniske naturopfattelse han delte, men fjernede sig i tidens løb stærkt fra denne retning, frastødt af Hobbes' yderliggående materialisme, og mere og mere grebet af nyplatonismen, hvormed han også forbandt kabbalistiske lærdomme.
Henry vil ikke skelne så skarpt mellem ånd og materie, idet han antager, at også ånden har udstrækning, som er en egenskab, der må være fælles for alle arter af substans, altså også for Gud, for hvem det særegne er, at han er ubegrænset. Liv og bevægelse får stoffet ved det iboende åndelige princip, som More tænker sig som naturånder, i lighed med nyplatonismens dæmoner og underguder, der eksisterer i en fjerde dimension, ved egen kraft udvider sig, trækker sig sammen og gennemtrænger hinanden, overalt virkende i det uendelige rum. More er den dybeste af det 17. århundredes engelske platonikere, hans lære af stor interesse til kendskab om, hvorledes den antikke tænkning indvirkede på og forenedes med den nye videnskab, ganske særlig i opfattelsen af uendelighedsbegrebet, og han har øvet ikke ringe indflydelse på ånder som Locke, Newton og Leibniz.